# Bistum Kontagora
Das Bistum Kontagora (lat.: Dioecesis Kontagorana) ist eine römisch-katholische Diözese mit Sitz in Kontagora in Nigeria.

## Geschichte
Papst Johannes Paul II. gründete die Apostolische Präfektur Kontagora am 15. Dezember 1995 aus Gebietsabtretungen der Bistümer Ilorin, Minna und Sokoto. Am 21. Mai 2002 wurde sie zum Apostolischen Vikariat erhoben. Papst Franziskus erhob das Vikariat am 2. April 2020 in den Rang eines Bistums und unterstellte es dem Erzbistum Kaduna als Suffragan.

## Ordinarien

### Apostolische Vikare von Kontagora
- Timothy Joseph Carroll SMA, 2002–2010
- Bulus Dauwa Yohanna, 2012–2020

### Bischof von Kontagora
- Bulus Dauwa Yohanna, seit 2020